# Trần Anh Hùng
Trần Anh Hùng (sinh ngày 23 tháng 12 năm 1962) là một nam nhà làm phim người Pháp gốc Việt. Ông được biết tới nhiều nhất qua các tác phẩm về chủ đề Việt Nam với phong cách thực hiện đương đại độc đáo. Dù đươc sản xuất tại Pháp, bộ phim Mùi đu đủ xanh do ông đạo diễn là tác phẩm đại diện từ Việt Nam duy nhất cho đến nay lọt vào danh sách đề cử chính thức của giải Oscar cho phim quốc tế hay nhất. Năm 2023, tại Liên hoan phim Cannes, ông được trao giải Đạo diễn xuất sắc nhất với phim Muôn vị nhân gian. 
Ông được xem là đạo diễn mang dòng máu Việt có ngôn ngữ điện ảnh xuất sắc nhất và thành công nhất trong lịch sử điện ảnh thế giới.

## Tiểu sử
Trần Anh Hùng sinh ngày 23 tháng 12 năm 1962 tại Mỹ Tho (một số nguồn ghi là tại Đà Nẵng), Việt Nam. Sau sự kiện 30 tháng 4 năm 1975, gia đình Anh Hùng đi sang Lào, sau đó di cư đến Pháp.

## Sự nghiệp
Tại Pháp, Trần Anh Hùng theo học tại trường điện ảnh danh tiếng École Louis-Lumière và thực hiện đề tài tốt nghiệp năm 1987 bằng việc đạo diễn bộ phim ngắn, Người thiếu phụ Nam Xương (La Femme Mariée de Nam Xuong) năm 1987, tác phẩm này cũng do Anh Hùng viết kịch bản lấy cảm hứng từ Truyền kỳ mạn lục, một tác phẩm văn học Việt Nam cổ do Nguyễn Dữ sáng tác.
Sau Người thiếu phụ Nam Xương, Anh Hùng còn thực hiện một bộ phim ngắn khác là Hòn vọng phu (La Pierre de l'Attente, 1991) trước khi bắt tay vào đạo diễn bộ phim điện ảnh Mùi đu đủ xanh (L'Odeur de la papaye verte). Tác phẩm sau khi công chiếu đã nhận được rất nhiều lời khen ngợi về phong cách thực hiện cũng như những cảnh quay rất đẹp về Việt Nam, riêng Trần Anh Hùng đã được trao giải Caméra d'Or (Máy quay vàng) cho Phim đầu tay xuất sắc nhất tại Liên hoan phim Cannes lần thứ 46 và Phim đầu tay xuất sắc nhất (César de la meilleure première œuvre) tại giải thưởng César của Viện Hàn lâm Nghệ thuật và Kỹ thuật Điện ảnh Pháp. Mùi đu đủ xanh cũng là tác phẩm duy nhất cho đến nay là đại diện từ Việt Nam có mặt trong danh sách đề cử chính thức của Giải Oscar cho phim ngoại ngữ hay nhất. Dù được sản xuất tại Pháp với kinh phí từ nước này, Trần Anh Hùng đã xin phép để Mùi đu đủ xanh đại diện cho Việt Nam khi tranh giải, bởi phim dùng tiếng Việt và có dàn diễn viên đều là người Việt Nam.
Thành công của Mùi đu đủ xanh đã giúp Trần Anh Hùng có kinh phí để thực hiện bộ phim lớn Xích lô (Cyclo). Bộ phim nói về cuộc sống khó khăn của những người dân nghèo Thành phố Hồ Chí Minh có sự tham gia của ngôi sao Hồng Kông Lương Triều Vỹ, hai diễn viên đã xuất hiện trong Mùi đu đủ xanh, đó là nghệ sĩ nhân dân Như Quỳnh và Trần Nữ Yên Khê - vợ ông và một diễn viên không chuyên người Việt tên là Lê Văn Lộc, cùng một nhóm làm phim đa quốc tịch. Bộ phim được quay tại Thành phố Hồ Chí Minh dưới sự cho phép của chính quyền sở tại. Xích lô cũng thành công không kém Mùi đu đủ xanh khi giành giải thưởng lớn nhất Sư tử vàng cho phim hay nhất tại Liên hoan phim Venezia lần thứ 52, ở tuổi 33, Trần Anh Hùng trở thành một trong những đạo diễn trẻ nhất chiến thắng ở liên hoan phim này. Cả 3 phim Hòn vọng phu, Mùi đu đủ xanh, và Xích lô đều được thực hiện bằng vốn tài trợ của Christophe Rossignon (hãng phim Lazenecs).
Sau khi lấy bối cảnh ở thành phố Hồ Chí Minh, Trần Anh Hùng chuyển sang miêu tả vẻ đẹp cổ kính của Hà Nội qua Mùa hè chiều thẳng đứng (À la verticale de l'été, 2000). Bộ phim là câu chuyện về ba chị em gái thần tượng cuộc sống gia đình của bố mẹ họ để rồi cuối cùng phát hiện ra sự thật sau cái chết của người mẹ. Các diễn viên thủ vai ba chị em gái là Như Quỳnh, Lê Khanh và Trần Nữ Yên Khê. Bộ phim công chiếu lần đầu tiên ở hạng mục Un Certain Regard tại Liên hoan phim Cannes lần thứ 53.
Năm 2008, sau 8 năm ngừng làm phim, ông quay trở lại bằng I Come with the Rain, bộ phim tiếng Anh đầu tiên của Anh Hùng. Đây là tác phẩm có sự góp mặt của nhiều diễn viên tên tuổi như Josh Hartnett, Lee Byung-hun, Kimura Takuya và Dư Văn Lạc. Giống như mọi tác phẩm khác, vai nữ chính của phim cũng được giao cho vợ ông, Trần Nữ Yên Khê. Và cũng trong năm 2008, Trần Anh Hùng đã được mời đạo diễn chuyển thể điện ảnh của tiểu thuyết nổi tiếng Rừng Na Uy của nhà văn Murakami Haruki. Bộ phim đánh dấu lần thứ hai ông có tác phẩm tham gia tranh giải Sư tử vàng tại Liên hoan phim Venezia kể từ Xích lô.
Năm 2016, Trần Anh Hùng ra mắt bộ phim Pháp đầu tiên được mang tên Eternité, dựa trên tiểu thuyết L'Élégance des veuves ra mắt năm 1995 của tác giả Alice Ferney. Tuy nhiên, bộ phim không thành công như mong đợi. Năm 2023, ông quay trở lại Liên hoan phim Cannes lần thứ 76 với bộ phim Pháp thứ hai là Muôn vị nhân gian có sự tham gia của hai tượng đài diễn xuất của điện ảnh Pháp là Juliette Binoche và Benoît Magimel. Bộ phim tiếp tục nhận được đánh giá cao từ giới phê bình toàn cầu và giúp ông chiến thắng giải thưởng Đạo diễn xuất sắc nhất.
Trong suốt sự nghiệp của mình, ông đã được mời làm thành viên hội đồng ban giám khảo chính thức tại các kỳ Liên hoan phim Cannes lần thứ 49, Liên hoan phim Quốc tế Thượng Hải lần thứ 14 và Liên hoan phim Quốc tế Tokyo lần thứ 28.

## Phong cách làm phim
Phim của Trần Anh Hùng được làm ra nhằm tạo dựng lại hình ảnh về Việt Nam mà Anh Hùng đã mất khi di cư đến Pháp cũng như cung cấp cho khán giả một cái nhìn khác về Việt Nam khi mà phim về đề tài này của điện ảnh Pháp và điện ảnh Mỹ đang chiếm ưu thế. Chúng được xây dựng trên kiến thức của Anh Hùng về ngôn ngữ, văn hóa Việt và (ở bộ phim thứ hai và thứ ba) là từ kinh nghiệm của Anh Hùng trong những lần viếng thăm Việt Nam.
Anh Hùng chịu ảnh hưởng rất lớn từ các kiến thức học tập được của nền điện ảnh Pháp và từ một số nghệ sĩ điện ảnh châu Âu và Nhật Bản như Bergman, Bresson, Kurosawa, Tarkovsky và Ozu.
Phong cách làm phim của Anh Hùng có thể gói gọn trong câu: Nghệ thuật là sự thật được đeo mặt nạ. Ông khước từ cách làm phim kể chuyện, lối mòn kiểu truyền thống, đi theo kiểu làm phim mới với ngôn ngữ điện ảnh mới: đánh mạnh vào cảm giác của người xem khiến họ thưởng thức chúng không phải bằng cái đầu duy lý nữa mà bằng cảm giác của ngôn ngữ cơ thể.

## Đời tư
Vợ của Trần Anh Hùng là nữ diễn viên Trần Nữ Yên Khê. Đây là diễn viên thủ vai chính trong tất cả các phim mà ông đã thực hiện cho đến nay. Vì điều này, có người đã so sánh vợ chồng Anh Hùng - Yên Khê với Củng Lợi và Trương Nghệ Mưu.

## Danh sách phim

### Phim điện ảnh
| Năm  | Phim                     | Tựa đề gốc                   | Đạo diễn | Biên kịch | Ghi chú                                                                |
| ---- | ------------------------ | ---------------------------- | -------- | --------- | ---------------------------------------------------------------------- |
| 1993 | Mùi đu đủ xanh           | L'Odeur de la papaye verte   | Có       | Có        | Đại diện Việt Nam đầu tiên được đề cử Oscar cho Phim quốc tế hay nhất. |
| 1995 | Xích lô                  | Cyclo                        | Có       | Có        |                                                                        |
| 2000 | Mùa hè chiều thẳng đứng  | À la verticale de l'été      | Có       | Có        |                                                                        |
| 2009 | Và anh đến trong cơn mưa | I come with the rain         | Có       | Có        |                                                                        |
| 2010 | Bi, đừng sợ!             |                              | Không    | Không     | Đồng sản xuất                                                          |
| 2010 | Rừng Na Uy               | Noruwei no mori              | Có       | Có        | Chuyển thể từ tiểu thuyết cùng tên của đạo diễn Murakami Haruki.       |
| 2016 | Vĩnh cửu                 | Eternité                     | Có       | Có        |                                                                        |
| 2019 | Ròm                      |                              | Không    | Không     | Đồng sản xuất                                                          |
| 2023 | Muôn vị nhân gian        | La Passion de Dodin Bouffant | Có       | Có        |                                                                        |

### Phim ngắn
| Năm  | Phim                      | Tựa đề gốc                   | Ghi chú                                                   |
| ---- | ------------------------- | ---------------------------- | --------------------------------------------------------- |
| 1987 | Người thiếu phụ Nam Xương | La femme mariée de Nam Xuong | Dựa trên tác phẩm Truyền kỳ mạn lục của danh sĩ Nguyễn Dữ |
| 1991 | Hòn vọng phu              | La pierre de l'Attente       |                                                           |

## Giải thưởng
- Liên hoan phim Cannes - Camera Vàng cho Phim đầu tay hay nhất
1993 Mùi đu đủ xanh
- Giải César - Phim đầu tay hay nhất
1994 Mùi đu đủ xanh
- Liên hoan phim Venezia - Sư Tử Vàng cho Phim hay nhất
1995 Xích lô.
- Liên hoan phim Cannes - Đạo diễn xuất sắc nhất
2023 Muôn vị nhân gian.